# 甘泉县衙署门厅
甘泉县衙署门厅位于扬州市甘泉路194号（北侧），建于1732年（雍正十年），1869年（同治八年）重建。甘泉县衙署门厅保存完好，列为扬州市文物保护单位。